# Gracià de Kotor
Gracià de Kotor (Muo, Montenegro, 27 de novembre de 1438 – Murano, Venècia, 9 de novembre de 1508) fou un germà llec agustinià. És venerat com a beat per l'Església Catòlica.

## Biografia
Nasqué el 1438 a Muo, prop de Kotor (Dalmàcia, actual Montenegro, llavors sota la jurisdicció de la República de Venècia). Fins als trenta anys treballà de pescador. En un viatge, sentí a Venècia un sermó del frare agustinià Simone da Camerino i decidí de fer-se religiós, i ingressà a l'Orde de Sant Agustí com a germà llec. Visqué al convent de Monte Ortone, prop de Pàdua, que s'adherí a una reforma observant de l'orde, i en fou el jardiner. Poc després de 1474, fou traslladat al convent de San Cristoforo de Venècia. Assolí fama per la seva humilitat, amor al treball i esperit de pregària i caritat; una llegenda deia que sobre la cel·la del frare lluïa sempre una llum misteriosa, i se li atribuïren nombrosos miracles. Morí a Murano el 9 de novembre de 1508, després d'una malaltia.

## Veneració
Les seves relíquies són a l'església de Muo, on havia nascut. Fou venerat i se li atorgà el títol de beat, que fou confirmat en 1889 pel papa Lleó XIII.
En 1643 se'n publicà una biografia en italià, obra de Lazzerini, i en 1677 una llatina d'Eliseo di Gesù e Maria, que incorporen tradicions i llegendes poc fonamentades.